# Milojka Modrijan
Milojka Modrijan, slovenska pravnica in sodnica, * 25. marec 1945, Goče.
Po diplomi leta 1970 na Pravni fakulteti v Ljubljani je delala v sodstvu in na področju zakonodaje. Od 1994 je bila sodnica na Vrhovnem sodišču RS.
Oktobra 1998 je bila na glasovanju v Državnem zboru Republike Slovenije izvoljena za ustavno sodnico Njen mandat je trajal od 1. novembra 1998 do 20. novembra 2007.